# DR 135 032 bis 045
Die Triebwagen DR 135 032–045 sind eine 1935 entwickelte Baureihe der Deutschen Reichsbahn für den Personenverkehr auf Nebenbahnen. Sie gehen in der Ausführung auf die DR 720 bis 722 zurück und gehörten zur ersten größeren Serie zweiachsiger Triebwagen, gefertigt bei MAN Nürnberg. Zur Unterscheidung anderer Triebwagen der Reihe VT 135 sind sie als VT 135 eckige Bauform mit mechanischer Kraftübertragung klassifiziert. Ein Triebwagen der Serie ist nicht erhalten geblieben.

## Geschichte
Diese Serie von Triebwagen entstand zeitgleich 1935 mit der dritten Serie der DR 135 002 … 059 von Waggon- und Maschinenfabrik Aktiengesellschaft vorm. Busch, Bautzen. Vom Aussehen her glichen die Fahrzeuge weitgehend den DR 135 012 bis 021, die 1933 im gleichen Werk hergestellt wurden. Von den Wagen aus Bautzen unterschied die Fahrzeuge äußerlich die andere Kopfform (kleinere Stirnfenster, abgerundete Stirnwand-Ecksäulen) und die unterflur angeordneten Kühler.
Die beiden Triebwagenserien unterscheiden sich technisch vor allem durch die geänderte Antriebskonfiguration. Während die erste Serie (135 032–039) mit dem Mylius-Getriebe ausgerüstet wurde, besaß die zweite Serie (135 040–045) das TAG-Getriebe als Übertragungseinheit. Beiden Serien gemeinsam ist die Ausführung der Bremsanlage als Außenbacken-Trommelbremse. Das und die Ausrüstung mit den 150 PS starken Motoren ließ die Höchstgeschwindigkeit von 75 km/h bei den Fahrzeugen zu.
Die Fahrzeuge wurden vor dem Zweiten Weltkrieg in Bayern, Schlesien und Westpommern eingesetzt. Mit Kriegsausbruch wurden sie durch die Dieselkontingentierung zunächst stillgelegt und später für Kriegszwecke herangezogen. Acht Fahrzeuge können als Kriegsverluste angesehen werden. Von den nach dem Krieg erhaltenen Fahrzeugen wurden zwei der Deutschen Bundesbahn zugeteilt und als VT 70 911 und 981 bezeichnet. Die Fahrzeuge wurden bis 1949 ausgemustert. Vier Fahrzeuge wurden nach dem Krieg der DR zugeschrieben (VT 135 033, 036, 039 und 040). Dabei wurde bei dem VT 135 036 die Antriebsanlage ausgebaut (zur Ersatzteilgewinnung für die anderen Fahrzeuge) und der Wagen als Beiwagen bis 1980 weiterbetrieben. Danach wurde er verschrottet. Die anderen drei Fahrzeuge waren weiter im Einsatz, wobei von den VT 135 033 und 039 bekannt ist, dass sie von 1953 bis 1962 auf der Insel Usedom im Einsatz standen.
Alle drei Fahrzeuge hatten noch die Nummerierung 186 001 bis 186 003 erhalten. 1975 wurden sie verschrottet.

## Lokalbahn Lam-Kötzting
1934 bestellte auch die Lokalbahn Lam-Kötzting bei MAN einen Triebwagen und zwei Beiwagen. Geliefert wurde 1935 nur der Triebwagen mit der Fabriknummer 127357. Das Fahrzeug war bis 1965 im Einsatz und sollte danach zum Beiwagen umgebaut werden. Dies erfolgte jedoch nicht und 1967 ist der Wagen verschrottet worden.

## Konstruktive Merkmale
Der Wagenkasten ist weitgehend von den 1933 erschienenen DR 135 012 bis 021 übernommen und wie dieser aus Profilen und Blechen in Schweißbauweise hergestellt worden.
Als Antriebsmotor diente der Sechszylinder-Viertakt-Dieselmotor W6V 15/18c von MAN, der eine Nennleistung von 110 kW und eine Betriebsdauerleistung von 103 kW hatte. Die Leerlaufdrehzahl betrug 500/min. Der Motor arbeitete nach dem Vorkammerverfahren. Er besaß die Abmessungen 1.800 mm lang, 1.140 mm hoch und 852 mm breit. In den Zylinderköpfen waren neben den Ein- und Auslassventilen und den Kraftstoffeinspritzdüsen zusätzlich die Blockräume für die Vorkammer mit der Glühkerze zur Vorwärmung des kalten Brennraumes angeordnet. Beim VT 135 041 wurden 1936 Versuche mit Braunkohlenteeröl als Ersatz für Dieselkraftstoff durchgeführt.
Als Leistungsübertragung wurde bei den ersten acht Triebwagen das Mylius-Getriebe und bei den restlichen Fahrzeugen das TAG-Getriebe verwendet. Über die Gründe, warum damals schon nicht das später als Standardgetriebe bei den Einheitstriebwagen verwendete Mylius-Getriebe weiterverwendet wurde, kann nur spekuliert werden. Angeordnet waren beide Getriebearten mit dem nachgeordneten Radsatzwendegetriebe stets in Fahrzeugmitte, wodurch ausreichend Platz für die beiden innerhalb der Räder gelagerten Bremstrommeln vorhanden war.
Als Sicherheitseinrichtungen besaß der Triebwagen die elektromagnetische Führerüberwachung EV 91, die den Triebwagenführer nur dadurch überwachte, ob dieser den Fahrhebel niederdrückte. Wenn er den Fahrhebel losließ, trat nach zwölf Sekunden eine Zwangsbremsung ein, die nur durch erneutes Niederdrücken des Fahrhebels wieder aufgehoben werden konnte.